# Concesio
Concesio é uma comuna italiana da região da Lombardia, província de Bréscia, com cerca de 12 840 habitantes. Estende-se por uma área de 19 km², tendo uma densidade populacional de 676 hab/km². Faz fronteira com Bovezzo, Bréscia, Cellatica, Collebeato, Gussago, Lumezzane, Nave, Villa Carcina.
O Papa Paulo VI (Giovanni Battista Montini) nasceu em Concesio. O astro italiano do futebol, Mario Balotelli, foi criado lá com sua família adotiva.

## Demografia
| Variação demográfica do município entre 1861 e 2011                               |
|                                                                                   |
| Fonte: Istituto Nazionale di Statistica (ISTAT) - Elaboração gráfica da Wikipedia |